# لیسه‌های چرمی
لیسه‌های چرمی (نام علمی: Veronicellidae) نام یک تیره از رده شکم‌پایان است.